# Virgall Joemmankhan
Virgall Sinclair Joemmankhan (Amsterdam, 17 november 1968 - bij Zanderij, 7 juni 1989) was een Surinaams-Nederlandse voetballer die ten tijde van zijn dood, bij de SLM ramp op Zanderij, Suriname, uitkwam voor Cercle Brugge in België.
Hij kwam oorspronkelijk bij Ajax vandaan waar hij in zijn tweede jaar in de A1 teruggezet werd naar de A2, samen met voetbalvriend Dennis Bergkamp. Joemmankhan had onder Cruijff al bij Ajax op de bank gezeten, maar hem werd verweten dat hij niet professioneel genoeg omging met zijn sport. Een verwijt dat door niemand, zelfs in zijn naaste omgeving, werd ontkend. In plaats van karakter te tonen en een tandje bij te zetten zoals Dennis dat deed, vertrok Virgall naar Cercle Brugge.
Om zijn reputatie als levensgenieter luister bij te zetten, stortte Virgall zich, samen met Feyenoord-huurling en maatje Tom Krommendijk, in zowel het Brugse als het Amsterdamse nachtleven. Het morbide toeval wil, dat iets meer dan een jaar na de SLM ramp (waarbij Joemmankhan om het leven kwam), Krommendijk zich op 25 augustus 1990, na een uitwedstrijd tegen FC Twente, dood reed tegen een boom.
Virgall Joemmankhan werd 20 jaar.